# Estação Juan Manuel de Rosas
A Estação Juan Manuel de Rosas é uma das estações do Metro de Buenos Aires, situada em Buenos Aires, seguida da Estação Echeverría. É uma das estações terminais da Linha B.
Foi inaugurada em 26 de julho de 2013. Localiza-se no cruzamento da Avenida Triunvirato com a Rua Franklin D. Roosevelt. Atende o bairro de Villa Urquiza.
É a estação terminal da linha e um importante centro de trasbordo com a Estação Villa Urquiza da Ferrovia General Bartolomé Mitre.